# Onésime et l'Étudiante

Onésime et l'Étudiante est un film muet français réalisé par Jean Durand et sorti en 1912.

## Synopsis
Sophie, la fiancée d'Onésime, profite de l'absence du professeur Cloche, pour l'inviter à la clinique où elle travaille. Mais celui-ci rentre à l'improviste accompagné de ses aides tous hilares . Il se réfugie sous les draps d'un lit, mais, repéré, il doit subir un arrachage de dents, puis une opération où on lui retire le cœur, l'estomac. En pleine convalescence il reçoit un courrier de sa fiancée qui préfère l'oublier car, écrit-elle, il n'a pas de cœur et manque d'estomac.

## Fiche technique
- Autre titre : Onésime et le chirurgien
- Réalisation : Jean Durand
- Opérateur : Paul Castanet
- Production : Société des Établissements L. Gaumont
- Editions : CCL
- Pays d'origine : France
- Format : muet - noir et blanc - 1,33:1 - 35 mm
- Métrage : 186 m, pour une version en DVD de 8 minutes
- Genre :  Comédie
- Programme : 4083
- Sortie le 
  -  France - 13 décembre 1912

## Distribution
- Ernest Bourbon : Onésime
- Gaston Modot: L'aide chirurgien hilare
- Edouard Grisollet : Le professeur Cloche
- Jacques Beauvais : Un aide chirurgien
- Léon Pollos : Un aide chirurgien
- (?) : Sophie la fiancée d'Onésime, étudiante à la clinique